# 8065 Nakhodkin
A 8065 Nakhodkin (ideiglenes jelöléssel 1979 FD3) a Naprendszer kisbolygóövében található aszteroida. Nyikolaj Sztyepanovics Csernih fedezte fel 1979. március 31-én.